# Pertti Virtaranta
Erkki Pertti Ilmari Virtaranta, född 20 maj 1918 i Karkku, död 9 juli 1997 i Helsingfors, var en finländsk språkvetare.
Virtaranta blev filosofie doktor 1950. Han var 1948–1955 lektor i finska språket vid Lunds universitet, blev 1955 chefredaktör för Karjalan kielen sanakirja (del 1 utkom 1968, del 6 2005), och var 1959–1983 professor i finska språket vid Helsingfors universitet.
Virtaranta blev mest känd som insamlare av finska dialekter. Han utgav en mängd dialektböcker, till exempel Hämeen kansa muistelee (1950), Elettiinpä ennenkin (1953), Someron murrekirja (1973) och ett stort antal artiklar om ingriska, lydiska, karelska, amerikafinska och hemmafinska dialekter. Hans vetenskapliga forskning berörde främst ljudhistoria, speciellt i Satakuntadialekterna. På hans initiativ grundades 1959 det finska dialektarkivet Suomen kielen nauhoitearkisto, som har vuxit till att omfatta 23 000 timmar bandupptagningar från praktiskt taget alla finska dialekter.
Virtaranta gjorde även en betydande insats för att utveckla finskundervisningen vid utländska universitet.